# Adelsried
Adelsried este o comună aflată în districtul Augsburg, landul Bavaria, Germania.